# Гарригу, Гюстав
Сиприен Гюстав Гарригу (фр. Cyprien Gustave Garrigou; 24 сентября 1884[…], Вабр-Тизак, Аверон — 25 января 1963, Эбли, Сена и Марна) — французский велогонщик. Восемь раз принимал участие в веломногодневке «Тур де Франс», выиграл тур один раз в 1911 году.

## Карьера
Родился в Вабре, жил в Париже. Как велогонщик извлекал пользу из своего лёгкого веса в горах, также имел замечательные способности к восстановлению.
Как любитель он выигрывал гонки Париж — Амьен и Париж — Дьеп. Стал профессионалом в 1907 году и в том же году выиграл национальный чемпионат, гонки Джиро ди Ломбардия, Париж — Брюссель, и занял второе место на Тур де Франс на 19 очков позади своего товарища по команде Люсьена Пети-Бретона. Будучи командным гонщиком, в следующие три года он занял четвёртое место в 1908 году, второе в 1909 году и третье в 1910 году, уступив победы товарищам по команде Alcyon — Люсьену Пети-Бретону, Франсуа Фаберу и Октаву Лапизу.
Выиграл «Тур де Франс» в 1911 году, пережив не только гонку, но и угрозы физической расправы, вызванные тем, что фанаты другого французского гонщика (Поля Дюбока) полагали, что именно Гарригу стоял за инцидентом во время тура, когда Дюбок рухнул с велосипеда в Пиренеях и не смог возобновить гонку — в течение часа после того, как выпил воды из отравленной бутылки.
По ходу гонки Гарригу увеличил преимущество до 16 очков после окончания 6-го этапа, но к тому времени, когда они достигли Пиренеев, Дюбок сократил отставание до 10 очков. Дюбок в день инцидента финишировал на 3 часа позже победителя, Гарригу финишировал вторым, закрепив лидерство, которое увеличилось после того, как победитель этапа Морис Брокко был дисквалифицирован за неспортивное поведение.
Борьба достигла апогея в Руане, где жил Дюбок и где якобы от его имени были вывешены объявления о том, что он возглавил бы гонку, если бы не был отравлен. Такие объявление побуждали толпы местных болельщиков к мести. Дюбок не имел никакого отношения к объявлениям и был встревожен не меньше, чем организатор гонки Анри Дегранж. Три машины служили барьером между Гарригу и толпой, пока гонка не покинула город.
Гарригу выиграл тур с большим преимуществом по очкам над Дюбоком, при том что сам выиграл два этапа, а Дюбок четыре. В ранние годы победитель Тур де Франс определялся не по затраченному времени, а по очкам, основанным на позиции, в которой гонщики закончили этапы.

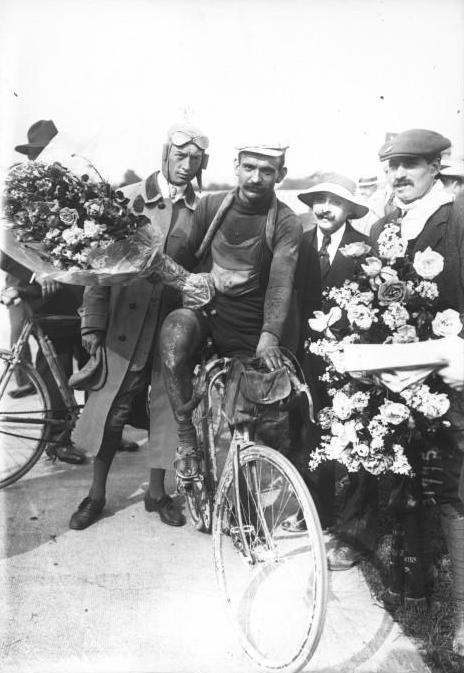
Гарригу на Тур де Франс 1913 года.

Тур де Франс 1913 года ознаменовал окончание системы начисления очков, определяющей победителя генеральной классификации. В 1913 году Гарригу финишировал вторым, отстав от победителя бельгийца Филиппа Тиса на 8 минут 37 секунд.
Гарригу был разносторонним гонщиком, выиграв гонки Париж — Брюссель (1907 год), Милан — Сан-Ремо (1911 год) и Джиро ди Ломбардия. Он был чемпионом Франции в 1907 и 1908 годах.
Завершил карьеру велогонщика в 1914 году, после чего открыл в Париже собственное дело.

## Карьерные достижения

### Основные результаты
1907
Тур де Франс — 2-е место, 1-й на 10 и 12 этапах
Джиро ди Ломбардия — 1-е место
Классика Брюсселя — 1-е место
1908
Тур де Франс — 4-е место
1909
Тур де Франс — 2-е место, 1-й на 12 этапе
1910
Тур де Франс — 3-е место, 1-й на 13 этапе
1911
Тур де Франс — 1-е место, 1-й на 1 и 12 этапах
Милан — Сан-Ремо, 1-е место
1912
Тур де Франс — 3-е место
Париж — Рубе — 2-е место
1913
Тур де Франс — 2-е место, 1-й на 8 этапе
1914
Тур де Франс — 5-е место, 1-й на 11 этапе

### Хронология результатов Гранд-тура
|                  | 1907 г.    | 1908 г.    | 1909 г.       | 1910 г.       | 1911 г.       | 1912 г.       | 1913 г.       | 1914 г.       |
| Джиро д’Италия   | Нет данных | Нет данных | Не участвовал | Не участвовал | Не участвовал | Не участвовал | Не участвовал | Не участвовал |
| Выигранные этапы | Нет данных | Нет данных | -             | -             | -             | -             | -             | -             |
| Тур де Франс     | 2          | 4          | 2             | 3             | 1             | 3             | 2             | 5             |
| Выигранные этапы | 2          | 0          | 1             | 1             | 2             | 0             | 1             | 1             |
| Вуэльта Испании  | Нет данных | Нет данных | Нет данных    | Нет данных    | Нет данных    | Нет данных    | Нет данных    | Нет данных    |
| Выигранные этапы | Нет данных | Нет данных | Нет данных    | Нет данных    | Нет данных    | Нет данных    | Нет данных    | Нет данных    |